# 501-й окремий батальйон морської піхоти (Україна)
501-й окре́мий батальйо́н морсько́ї піхо́ти (501 ОБМП, в/ч А1965 (А0669)) — військове формування морської піхоти України чисельністю у батальйон. Дислокувався у м. Бердянськ Запорізької області. Перебуває у складі 36-ї окремої бригади морської піхоти.

## Історія
Згідно з Указом Президента України від 17 грудня 1999 року, розпорядженням начальника Генерального штабу Збройних сил України від 21 грудня 1999 року № 115/1/0500, наказу командувача 32-го армійського корпусу № 07 від 27 березня 2000 року, 10-ту бригаду Національної гвардії України було включено до складу 32-го армійського корпусу Південного оперативного командування Сухопутних військ.
На підставі Директиви Міністра оборони України Олександра Кузьмука і командувача військами Південного оперативного командування Олександра Затинайка від 2000 року 10-та бригада переформована в 501-й окремий механізований полк (військова частина А0669). На його озброєнні перебували бронетранспортери МТ-ЛБ.
У жовтні 2003 року 501-й окремий механізований полк перейшов на штат окремого механізованого батальйону на БТРах без зміни умовного найменування і увійшов до складу 36-ї окремої механізованої бригади військ берегової оборони Військово-Морських Сил Збройних Сил України.
У березні 2008 року військова частина А0669 була виведена зі штату бригади берегової оборони і передана безпосередньо в пряме підпорядкування Центру військ берегової оборони — заступникові командувача Військово-морських Сил з берегової оборони.
У 2013 році у рамках загальнодержавного реформування Збройних сил було прийнято рішення про формування на базі 501-го окремого механізованого батальйону військ берегової оборони батальйону морської піхоти з дислокацією у місті Керч. Планувалося, що у складі буде розвідувальний взвод, а роти будуть розгорнуті до 94 чоловік. Також планувалося розформувати снайперську роту, яка була у механізованому батальйоні, а її особовий склад мав доукомплектувати інші підрозділи частини. По технічному оснащенню планувалося, що з БТР-70 батальйон переукомплектують на БТР-80, а одну роту планували укомплектувати сучасними українськими БТР-4. За планом батальйон морської піхоти на основі 501-го батальйону мав бути сформований 31 грудня 2013 року, але переформатування відбулося дещо раніше.
26 грудня 2013 року на центральній набережній Керчі військовослужбовці 501-го окремого механізованого батальйону військ берегової оборони ВМС ЗС України склали клятву морського піхотинця. У зв'язку з реформуванням колишній окремий механізований батальйон берегової оборони отримав не лише нові штати, але й нову назву — 501-й окремий батальйон морської піхоти ВМС України.

### Війна на Сході України
В ніч на 27 лютого 2014 року почалася інтервенція Росії до Криму. А вже 2 березня російські війська заблокували військову частину керченських морських піхотинців.
6 березня військовослужбовці провели на території частини концерт просто неба для підняття бойового духу.
14 березня керченські морпіхи зіграли футбольний матч з російськими окупаційними військами і впевнено розгромили росіян з рахунком 4:0.
20 березня на території військової частини 501-го окремого батальйону морської піхоти ВМС України було піднято російський прапор.
Після анексії Росією Криму лише 58 військовослужбовців батальйону з 308-ми вирішили продовжити службу у збройних силах України. Згодом до них приєдналися ще 6 побратимів. Більшість військовослужбовців разом з командиром підполковником Олександром Саєнком зрадила присягу народу України, набула російського громадянства й поповнила лави ВМФ Російської Федерації.
Після цього частина зі збереженням свого номера продовжувала службу у морській піхоті Російської Федерації.
26 серпня Міністерство оборони Російської Федерації замість військової частини А0669 сформувало 3-й колійний залізничний батальйон, куди набирають військовослужбовців за контрактом і відправляють служити військових з Росії. Колишніх українських морських піхотинців перевели у різні регіони Росії.
Згодом із залишків 1-го і 501-го батальйонів морської піхоти та поповнення з контрактників у ВМС України було створено 1-шу бригаду морської піхоти імені Костянтина Ольшанського.
У 2015 році шляхом переформування 36-ї окремої бригади берегової оборони була сформована 36-та окрема бригада морської піхоти і 501-й окремий батальйон увійшов до її складу.
В 2016 році батальйон було передислоковано до Бердянська.
З кінця липня 2015 року батальйон виконує бойове завдання в зоні АТО ОТУ «Маріуполь» по обороні рубежів в районі селищ Широкино та Лебединське. За час участі в АТО на Сході України втрати батальйону склали — 9 військовослужбовців
За час свого існування особовий склад батальйону взяв участь у таких широкомасштабних навчаннях: «Чисте небо» (2006 рік), «Артерія» (2007 рік), «Морський вузол» (2008 рік), «Адекватне реагування» (2011 рік), «Перспектива» (2012 рік).

### Російське вторгнення в Україну (2022)
В ході російського вторгнення 501 ОБМП брав участь в обороні Маріуполя. На початку квітня половина батальйону потрапила в полон. В січні-лютому 2023 року відновлений батальйон брав участь в боях на Донецькому напрямку.
У червні 2024 року батальйон бере участь в боях за Вовчанськ.

## Озброєння
- МТ-ЛБ — основний бронетранспортер підрозділу у 2000 році
- БТР-70 — основний бронетранспортер підрозділу у 2013 році

## Командири
- полковник Воронченко Ігор Олександрович (2000—2003 рр.)
- підполковник Деркач Олександр Михайлович (2003—2005 рр.)
- підполковник Стешенко Сергій Миколайович (2005—2006 рр.)
- підполковник Стороженко Сергій Іванович (2006—2008 рр.)
- підполковник Никонов Михайло Олександрович (2008—2010 рр.)
- підполковник Саєнко Олександр Олександрович (2010—2014 рр.)
- підполковник Баранченко Сергій Юрійович (2015–2017 рр.)
- полковник Пильник Віктор Миколайович (2017–2018 рр.)
- майор Липко Андрій Анатолійович (2018–2019 рр.)
- підполковник Бірюков Микола Валерійович (2019-2022)
- майор Крикливий Ярослав Федорович (2023)[21]

## Втрати
- старший матрос Барасюк Андрій Васильович, 25 серпня 2015, Сопине
- матрос Усатенко Іван Вікторович, 25 січня 2016, Виноградне, Маріупольська міська рада[22]
- старший сержант Кошлатий Григорій Григорович, трагічно загинув 25 лютого 2016
- старший прапорщик Яхновський Олександр Вікторович, 18 липня 2016, помер від серцевого нападу.
- старший матрос Буренко Дмитро Сергійович, 27 жовтня 2016, Павлопіль.
- старший матрос Бойко Олександр Борисович, 9 листопада 2016, Павлопіль.
- старший матрос Дзиза Віталій Олексійович, 10 березня 2017, Гнутове.
- сержант Галайчук Леонід Леонідович, 17 березня 2017, Водяне, Волноваський район
- матрос Кондратюк Олексій Володимирович, 17 березня 2017, Водяне, Волноваський район
- молодший сержант Помазан Юрій Васильович, 27 червня 2017[23]